# Roland Sallai
Roland Sallai (Budapest, 22 maggio 1997) è un calciatore ungherese, centrocampista o attaccante del Galatasaray e della nazionale ungherese.

## Biografia
Anche suo padre Tibor e suo zio Sándor sono stati calciatori.

## Caratteristiche tecniche
Di ruolo ala destra, può giocare anche sull'altra fascia e da trequartista. Dispone di buona rapidità e tecnica, è pericoloso quando si accentra e quando accelera sulle corsie sfruttando le sue doti atletiche. Di piede destro, non fa molto affidamento sul sinistro.

## Carriera

### Club

#### Gli inizi in patria
Muove i suoi primi passi nel mondo del calcio a 6 anni entrando nel settore giovanile del Diósgyőr, nel 2007 passa al Siófok rimanendovi fino al 2009 anno del suo passaggio al Videoton, quindi il 12 agosto 2013 si trasferisce al Puskás Akadémia che lo inserisce nella propria formazione giovanile.
Ha esordito in prima squadra il 1º aprile 2014, a 17 anni, nella partita di Coppa di Lega vinta per 3-2 contro il Debrecen, quindi nel 2014-2015 debutta nella massima serie ungherese, giocando 16 partite e segnando 2 gol. L'anno successivo è titolare giocando 31 partite con 21 gol all'attivo; con la formazione giovanile prende parte anche a 2 partite della UEFA Youth League 2015-2016.

#### Palermo
Nonostante un contratto fino al 30 giugno 2018, il 30 luglio 2016 si trasferisce alla squadra italiana del Palermo in prestito oneroso (300.000 euro) con obbligo di riscatto fissato a 2,5 milioni di euro. Il 21 agosto seguente debutta in Serie A e con la maglia dei rosanero nella gara casalinga persa 0-1 contro il Sassuolo, subentrando ad Accursio Bentivegna nel secondo tempo; mentre segna il suo primo gol in Italia il 19 marzo 2017 mettendo a segno la rete del momentaneo 1-0 nella partita che terminerà poi 4-1 a favore dell'Udinese.

#### APOEL Nicosia
Terminato il prestito a Palermo, torna alla Puskás Akadémia, tuttavia il 29 agosto 2017 viene acquistato a titolo definitivo all'APOEL per 2 milioni di euro.
Conclude la stagione con 9 reti in 39 partite.

#### Friburgo
Il 31 agosto 2018 viene acquistato dal Friburgo per 4,5 milioni di euro.

### Nazionale
Si è fatto apprezzare fin dai 15 anni, nel torneo "Nike Premier Cup" con l'Ungheria Under-15.
Ha preso parte al turno di qualificazione degli Europei Under-17, giocando 7 partite con un gol.
A 18 anni ha partecipato ai Mondiali Under-20 del 2015.
Ha esordito in Nazionale maggiore il 20 maggio 2016 nell'amichevole Ungheria-Costa d'Avorio (0-0).

## Statistiche

### Presenze e reti nei club
Statistiche aggiornate al 30 maggio 2025.
| Stagione               | Squadra                | Campionato             | Campionato | Campionato | Coppe nazionali | Coppe nazionali | Coppe nazionali | Coppe continentali | Coppe continentali | Coppe continentali | Altre coppe | Altre coppe | Altre coppe | Totale | Totale |
| Stagione               | Squadra                | Comp                   | Pres       | Reti       | Comp            | Pres            | Reti            | Comp               | Pres               | Reti               | Comp        | Pres        | Reti        | Pres   | Reti   |
| ---------------------- | ---------------------- | ---------------------- | ---------- | ---------- | --------------- | --------------- | --------------- | ------------------ | ------------------ | ------------------ | ----------- | ----------- | ----------- | ------ | ------ |
| 2013-2014              | Puskás Akadémia        | NBI                    | 0          | 0          | MK+MKL          | 0+1             | 0               | -                  | -                  | -                  | -           | -           | -           | 1      | 0      |
| 2014-2015              | Puskás Akadémia        | NBI                    | 16         | 2          | MK+MKL          | 3+3             | 0+1             | -                  | -                  | -                  | -           | -           | -           | 22     | 3      |
| 2015-2016              | Puskás Akadémia        | NBI                    | 31         | 1          | MK              | 1               | 0               | -                  | -                  | -                  | -           | -           | -           | 32     | 1      |
| 2016-2017              | Palermo                | A                      | 21         | 1          | CI              | 1               | 0               | -                  | -                  | -                  | -           | -           | -           | 22     | 1      |
| 2017-2018              | Puskás Akadémia        | NBI                    | 1          | 0          | MK              | 0               | 0               | -                  | -                  | -                  | -           | -           | -           | 1      | 0      |
| Totale Puskás Akadémia | Totale Puskás Akadémia | Totale Puskás Akadémia | 48         | 3          |                 | 8               | 1               |                    |                    |                    |             |             |             | 56     | 4      |
| 2017-2018              | APOEL                  | AK                     | 29         | 9          | CC              | 4               | 0               | UCL                | 6                  | 0                  | SC          | -           | -           | 39     | 9      |
| 2018-2019              | APOEL                  | AK                     | 0          | 0          | CC              | 0               | 0               | UCL+UEL            | 2+5                | 1                  | -           | -           | -           | 7      | 1      |
| Totale APOEL           | Totale APOEL           | Totale APOEL           | 29         | 9          | -               | 4               | 0               | -                  | 13                 | 1                  |             |             |             | 46     | 10     |
| 2018-2019              | Friburgo               | BL                     | 10         | 2          | CG              | 0               | 0               | -                  | -                  | -                  | -           | -           | -           | 10     | 2      |
| 2019-2020              | Friburgo               | BL                     | 21         | 2          | CG              | 2               | 0               | -                  | -                  | -                  | -           | -           | -           | 23     | 2      |
| 2020-2021              | Friburgo               | BL                     | 28         | 8          | CG              | 1               | 0               | -                  | -                  | -                  | -           | -           | -           | 29     | 8      |
| 2021-2022              | Friburgo               | BL                     | 31         | 4          | CG              | 5               | 1               | -                  | -                  | -                  | -           | -           | -           | 36     | 5      |
| 2022-2023              | Friburgo               | BL                     | 19         | 1          | CG              | 4               | 1               | UEL                | 3                  | 0                  | -           | -           | -           | 26     | 2      |
| 2023-2024              | Friburgo               | BL                     | 27         | 3          | CG              | 1               | 1               | UEL                | 9                  | 4                  | -           | -           | -           | 37     | 8      |
| ago.-set. 2024         | Friburgo               | BL                     | 2          | 0          | CG              | 0               | 0               | -                  | -                  | -                  | -           | -           | -           | 2      | 0      |
| Totale Friburgo        | Totale Friburgo        | Totale Friburgo        | 138        | 20         |                 | 13              | 3               |                    | 12                 | 4                  |             |             |             | 163    | 27     |
| 2024-2025              | Galatasaray            | SL                     | 27         | 2          | TK              | 4               | 2               | UEL                | 2                  | 2                  | -           | -           | -           | 33     | 6      |
| Totale carriera        | Totale carriera        | Totale carriera        | 263        | 35         |                 | 30              | 6               |                    | 27                 | 7                  |             |             |             | 320    | 48     |

### Cronologia presenze e reti in Nazionale
| Cronologia completa delle presenze e delle reti in nazionale ― Ungheria | Cronologia completa delle presenze e delle reti in nazionale ― Ungheria | Cronologia completa delle presenze e delle reti in nazionale ― Ungheria | Cronologia completa delle presenze e delle reti in nazionale ― Ungheria | Cronologia completa delle presenze e delle reti in nazionale ― Ungheria | Cronologia completa delle presenze e delle reti in nazionale ― Ungheria | Cronologia completa delle presenze e delle reti in nazionale ― Ungheria | Cronologia completa delle presenze e delle reti in nazionale ― Ungheria |
| Data                                                                    | Città                                                                   | In casa                                                                 | Risultato                                                               | Ospiti                                                                  | Competizione                                                            | Reti                                                                    | Note                                                                    |
| ----------------------------------------------------------------------- | ----------------------------------------------------------------------- | ----------------------------------------------------------------------- | ----------------------------------------------------------------------- | ----------------------------------------------------------------------- | ----------------------------------------------------------------------- | ----------------------------------------------------------------------- | ----------------------------------------------------------------------- |
| 20-5-2016                                                               | Budapest                                                                | Ungheria                                                                | 0 – 0                                                                   | Costa d'Avorio                                                          | Amichevole                                                              | -                                                                       | 76’                                                                     |
| 5-6-2017                                                                | Budapest                                                                | Ungheria                                                                | 0 – 3                                                                   | Russia                                                                  | Amichevole                                                              | -                                                                       | 46’                                                                     |
| 9-6-2017                                                                | Andorra la Vella                                                        | Andorra                                                                 | 1 – 0                                                                   | Ungheria                                                                | Qual. Mondiali 2018                                                     | -                                                                       | 71’                                                                     |
| 7-10-2017                                                               | Basilea                                                                 | Svizzera                                                                | 5 – 2                                                                   | Ungheria                                                                | Qual. Mondiali 2018                                                     | -                                                                       | 69’                                                                     |
| 10-10-2017                                                              | Budapest                                                                | Ungheria                                                                | 1 – 0                                                                   | Fær Øer                                                                 | Qual. Mondiali 2018                                                     | -                                                                       | 89’                                                                     |
| 9-11-2017                                                               | Lussemburgo                                                             | Lussemburgo                                                             | 2 – 1                                                                   | Ungheria                                                                | Amichevole                                                              | -                                                                       | 63’                                                                     |
| 6-6-2018                                                                | Brėst                                                                   | Bielorussia                                                             | 1 – 1                                                                   | Ungheria                                                                | Amichevole                                                              | -                                                                       | 65’                                                                     |
| 9-6-2018                                                                | Budapest                                                                | Ungheria                                                                | 1 – 2                                                                   | Australia                                                               | Amichevole                                                              | -                                                                       | 84’                                                                     |
| 8-9-2018                                                                | Tampere                                                                 | Finlandia                                                               | 1 – 0                                                                   | Ungheria                                                                | UEFA Nations League 2018-2019 - 1º turno                                | -                                                                       | 73’                                                                     |
| 11-9-2018                                                               | Budapest                                                                | Ungheria                                                                | 2 – 1                                                                   | Grecia                                                                  | UEFA Nations League 2018-2019 - 1º turno                                | 1                                                                       | 50’                                                                     |
| 12-10-2018                                                              | Atene                                                                   | Grecia                                                                  | 1 – 0                                                                   | Ungheria                                                                | UEFA Nations League 2018-2019 - 1º turno                                | -                                                                       |                                                                         |
| 15-10-2018                                                              | Tallinn                                                                 | Estonia                                                                 | 3 – 3                                                                   | Ungheria                                                                | UEFA Nations League 2018-2019 - 1º turno                                | -                                                                       |                                                                         |
| 9-9-2019                                                                | Budapest                                                                | Ungheria                                                                | 1 – 2                                                                   | Slovacchia                                                              | Qual. Euro 2020                                                         | -                                                                       |                                                                         |
| 10-10-2019                                                              | Spalato                                                                 | Croazia                                                                 | 3 – 0                                                                   | Ungheria                                                                | Qual. Euro 2020                                                         | -                                                                       | 76’                                                                     |
| 13-10-2019                                                              | Budapest                                                                | Ungheria                                                                | 1 – 0                                                                   | Azerbaigian                                                             | Qual. Euro 2020                                                         | -                                                                       |                                                                         |
| 19-11-2019                                                              | Cardiff                                                                 | Galles                                                                  | 2 – 0                                                                   | Ungheria                                                                | Qual. Euro 2020                                                         | -                                                                       | 83’                                                                     |
| 3-9-2020                                                                | Sivas                                                                   | Turchia                                                                 | 0 – 1                                                                   | Ungheria                                                                | UEFA Nations League 2020-2021 - 1º turno                                | -                                                                       | 81’                                                                     |
| 6-9-2020                                                                | Budapest                                                                | Ungheria                                                                | 2 – 3                                                                   | Russia                                                                  | UEFA Nations League 2020-2021 - 1º turno                                | 1                                                                       |                                                                         |
| 8-10-2020                                                               | Sofia                                                                   | Bulgaria                                                                | 1 – 3                                                                   | Ungheria                                                                | Qual. Euro 2020                                                         | -                                                                       |                                                                         |
| 12-11-2020                                                              | Budapest                                                                | Ungheria                                                                | 2 – 1                                                                   | Islanda                                                                 | Qual. Euro 2020                                                         | -                                                                       |                                                                         |
| 25-3-2021                                                               | Budapest                                                                | Ungheria                                                                | 3 – 3                                                                   | Polonia                                                                 | Qual. Mondiali 2022                                                     | 1                                                                       | 72’                                                                     |
| 28-3-2021                                                               | Serravalle                                                              | San Marino                                                              | 0 – 3                                                                   | Ungheria                                                                | Qual. Mondiali 2022                                                     | 1                                                                       |                                                                         |
| 15-6-2021                                                               | Budapest                                                                | Ungheria                                                                | 0 – 3                                                                   | Portogallo                                                              | Euro 2020 - 1º turno                                                    | -                                                                       | 77’                                                                     |
| 19-6-2021                                                               | Budapest                                                                | Ungheria                                                                | 1 – 1                                                                   | Francia                                                                 | Euro 2020 - 1º turno                                                    | -                                                                       |                                                                         |
| 23-6-2021                                                               | Monaco di Baviera                                                       | Germania                                                                | 2 – 2                                                                   | Ungheria                                                                | Euro 2020 - 1º turno                                                    | -                                                                       | 75’                                                                     |
| 2-9-2021                                                                | Budapest                                                                | Ungheria                                                                | 0 – 4                                                                   | Inghilterra                                                             | Qual. Mondiali 2022                                                     | -                                                                       | 66’                                                                     |
| 5-9-2021                                                                | Elbasan                                                                 | Albania                                                                 | 1 – 0                                                                   | Ungheria                                                                | Qual. Mondiali 2022                                                     | -                                                                       | 89’                                                                     |
| 8-9-2021                                                                | Bucarest                                                                | Ungheria                                                                | 2 – 1                                                                   | Andorra                                                                 | Qual. Mondiali 2022                                                     | -                                                                       | 12’ 46’                                                                 |
| 9-10-2021                                                               | Budapest                                                                | Ungheria                                                                | 0 – 1                                                                   | Albania                                                                 | Qual. Mondiali 2022                                                     | -                                                                       | 71’                                                                     |
| 12-10-2021                                                              | Londra                                                                  | Inghilterra                                                             | 1 – 1                                                                   | Ungheria                                                                | Qual. Mondiali 2022                                                     | 1                                                                       | 79’                                                                     |
| 24-3-2022                                                               | Budapest                                                                | Ungheria                                                                | 0 – 1                                                                   | Serbia                                                                  | Amichevole                                                              | -                                                                       | 80’                                                                     |
| 29-3-2022                                                               | Belfast                                                                 | Irlanda del Nord                                                        | 0 – 1                                                                   | Ungheria                                                                | Amichevole                                                              | 1                                                                       | 56’ 72’                                                                 |
| 4-6-2022                                                                | Budapest                                                                | Ungheria                                                                | 1 – 0                                                                   | Inghilterra                                                             | UEFA Nations League 2022-2023 - 1º turno                                | -                                                                       | 71’                                                                     |
| 7-6-2022                                                                | Cesena                                                                  | Italia                                                                  | 2 – 1                                                                   | Ungheria                                                                | UEFA Nations League 2022-2023 - 1º turno                                | -                                                                       |                                                                         |
| 11-6-2022                                                               | Budapest                                                                | Ungheria                                                                | 1 – 1                                                                   | Germania                                                                | UEFA Nations League 2022-2023 - 1º turno                                | -                                                                       | 17’ 75’                                                                 |
| 14-6-2022                                                               | Wolverhampton                                                           | Inghilterra                                                             | 0 – 4                                                                   | Ungheria                                                                | UEFA Nations League 2022-2023 - 1º turno                                | 2                                                                       | 78’                                                                     |
| 17-11-2022                                                              | Lussemburgo                                                             | Lussemburgo                                                             | 2 – 2                                                                   | Ungheria                                                                | Amichevole                                                              | -                                                                       | 58’                                                                     |
| 20-11-2022                                                              | Budapest                                                                | Ungheria                                                                | 2 – 1                                                                   | Grecia                                                                  | Amichevole                                                              | 1                                                                       | 72’                                                                     |
| 23-3-2023                                                               | Budapest                                                                | Ungheria                                                                | 1 – 0                                                                   | Estonia                                                                 | Amichevole                                                              | -                                                                       | 76’                                                                     |
| 27-3-2023                                                               | Budapest                                                                | Ungheria                                                                | 3 – 0                                                                   | Bulgaria                                                                | Qual. Euro 2024                                                         | -                                                                       | 73’                                                                     |
| 17-6-2023                                                               | Podgorica                                                               | Montenegro                                                              | 0 – 0                                                                   | Ungheria                                                                | Qual. Euro 2024                                                         | -                                                                       | 50’ 58’                                                                 |
| 20-6-2023                                                               | Budapest                                                                | Ungheria                                                                | 2 – 0                                                                   | Lituania                                                                | Qual. Euro 2024                                                         | 1                                                                       | 88’                                                                     |
| 7-9-2023                                                                | Belgrado                                                                | Serbia                                                                  | 1 – 2                                                                   | Ungheria                                                                | Qual. Euro 2024                                                         | -                                                                       |                                                                         |
| 10-9-2023                                                               | Budapest                                                                | Ungheria                                                                | 1 – 1                                                                   | Rep. Ceca                                                               | Amichevole                                                              | 1                                                                       | 56’ 84’                                                                 |
| 14-10-2023                                                              | Budapest                                                                | Ungheria                                                                | 2 – 1                                                                   | Serbia                                                                  | Qual. Euro 2024                                                         | 1                                                                       | 72’                                                                     |
| 17-10-2023                                                              | Kaunas                                                                  | Lituania                                                                | 2 – 2                                                                   | Ungheria                                                                | Qual. Euro 2024                                                         | -                                                                       | 90+2’                                                                   |
| 22-3-2024                                                               | Budapest                                                                | Ungheria                                                                | 1 – 0                                                                   | Turchia                                                                 | Amichevole                                                              | -                                                                       | 80’                                                                     |
| 4-6-2024                                                                | Dublino                                                                 | Irlanda                                                                 | 2 – 1                                                                   | Ungheria                                                                | Amichevole                                                              | -                                                                       |                                                                         |
| 8-6-2024                                                                | Debrecen                                                                | Ungheria                                                                | 3 – 0                                                                   | Israele                                                                 | Amichevole                                                              | 1                                                                       | 46’                                                                     |
| 15-6-2024                                                               | Colonia                                                                 | Ungheria                                                                | 1 – 3                                                                   | Svizzera                                                                | Euro 2024 - 1º turno                                                    | -                                                                       |                                                                         |
| 19-6-2024                                                               | Stoccarda                                                               | Germania                                                                | 2 – 0                                                                   | Ungheria                                                                | Euro 2024 - 1º turno                                                    | -                                                                       | 87’                                                                     |
| 23-6-2024                                                               | Stoccarda                                                               | Scozia                                                                  | 0 – 1                                                                   | Ungheria                                                                | Euro 2024 - 1º turno                                                    | -                                                                       |                                                                         |
| 7-9-2024                                                                | Düsseldorf                                                              | Germania                                                                | 5 – 0                                                                   | Ungheria                                                                | UEFA Nations League 2024-2025 - 1º turno                                | -                                                                       | 75’                                                                     |
| 10-9-2024                                                               | Budapest                                                                | Ungheria                                                                | 0 – 0                                                                   | Bosnia ed Erzegovina                                                    | UEFA Nations League 2024-2025 - 1º turno                                | -                                                                       |                                                                         |
| 11-10-2024                                                              | Budapest                                                                | Ungheria                                                                | 1 – 1                                                                   | Paesi Bassi                                                             | UEFA Nations League 2024-2025 - 1º turno                                | 1                                                                       | 65’                                                                     |
| 14-10-2024                                                              | Zenica                                                                  | Bosnia ed Erzegovina                                                    | 0 – 2                                                                   | Ungheria                                                                | UEFA Nations League 2024-2025 - 1º turno                                | -                                                                       | 68’                                                                     |
| 16-11-2024                                                              | Amsterdam                                                               | Paesi Bassi                                                             | 4 – 0                                                                   | Ungheria                                                                | UEFA Nations League 2024-2025 - 1º turno                                | -                                                                       | 80’                                                                     |
| 19-11-2024                                                              | Budapest                                                                | Ungheria                                                                | 1 – 1                                                                   | Germania                                                                | UEFA Nations League 2024-2025 - 1º turno                                | -                                                                       | 82’                                                                     |
| 6-6-2025                                                                | Budapest                                                                | Ungheria                                                                | 0 – 2                                                                   | Svezia                                                                  | Amichevole                                                              | -                                                                       |                                                                         |
| 10-6-2025                                                               | Baku                                                                    | Azerbaigian                                                             | 1 – 2                                                                   | Ungheria                                                                | Amichevole                                                              | -                                                                       | 46’                                                                     |
| Totale                                                                  |                                                                         | Presenze                                                                | 60                                                                      |                                                                         | Reti                                                                    | 14                                                                      |                                                                         |

## Palmarès

### Club

#### Competizioni nazionali
- Campionato cipriota: 1

APOEL Nicosia: 2017-2018
- Coppa di Turchia: 1

Galatasaray: 2024-2025
- Campionato turco: 1

Galatasaray: 2024-2025